# Lancashire League (cricket)
Pour les autres significations, voir Lancashire League.
La Lancashire League est une ligue fermée de cricket qui regroupe quatorze équipes pour la plupart basées dans l'est du comté du Lancashire, en Angleterre. Elle est fondée en 1892. Chaque équipe engage un professionnel pour la saison, qui compte diverses compétitions. Au cours de son histoire, la Lancashire League réussit à attirer certains joueurs très réputés.

## Historique
De nombreuses ligues de cricket voient le jour à la fin du XIXe siècle dans le nord industriel de l'Angleterre. Tandis que les clubs du County cricket, qui représentent des comtés, tirent leurs revenus des droits d'inscription de leurs membres, les équipes de ces ligues se financent largement grâce aux entrées payantes. La Lancashire League, l'une de celle-ci, est créé en 1892. Elle regroupe des équipes de l'est du comté du Lancashire, dans des villes dont l'économie repose sur les filatures de coton.

## Équipes
| - Accrington C.C. (Accrington) - Bacup C.C. (Bacup) - Burnley C.C. (Burnley) - Church C.C. (Oswaldtwistle) - Colne C.C. (Colne) - East Lancashire C.C. (Blackburn) - Enfield C.C. (Accrington) | - Haslingden C.C. (Haslingden) - Lowerhouse C.C. (Burnley) - Nelson C.C. (Nelson) - Ramsbottom C.C. (Ramsbottom) - Rawtenstall C.C. (Rawtenstall) - Rishton C.C. (Rishton) - Todmorden C.C. (Todmorden) |

## Principales compétitions
Les matchs ont lieu le samedi après-midi, pour permettre aux travailleurs d'y assister et, plus tard, le dimanche également. Le championnat est disputé depuis les débuts de la ligue. En 1919, une coupe, la Worsley Cup, est introduite.

## Professionnels
Lorsque la ligue est créée, chaque club peut engager deux joueurs professionnels. Ce nombre est réduit à un seul à partir de la saison 1900. Pendant la Seconde Guerre mondiale, le professionnalisme est momentanément aboli. Les professionnels, notamment les internationaux, sont souvent très bien payés. Au début du XXe siècle, Sydney Barnes, le seul joueur sélectionné en équipe d'Angleterre alors qu'il ne jouait pas dans le County Championship (même s'il en a disputé plusieurs saisons), gagne beaucoup plus d'argent en Lancashire League que ne peut lui proposer le Lancashire County Cricket Club, pour une charge de travail bien moindre. Au cours des années 1930, le trinidadien Learie Constantine est probablement le sportif le mieux payé du Royaume-Uni grâce au salaire qu'il reçoit du Nelson C.C. Au cours de son histoire, la ligue a réussi à attirer des joueurs de réputation mondiale.
En 1998, chaque club est invité à désigner le meilleur joueur de son histoire. Sont ainsi nommés Charlie Llwellyn, Everton Weekes, Charlie Griffith, Sydney Barnes, Collis King, Bruce Dooland, Soulamain Abed, George Headley, Manny Martindale, Learie Constantine, Chris Harris, George Tribe, Fred Root.

## Finances
Traditionnellement, les équipes se financent grâce aux entrées payantes, mais des sponsors font également peu à peu leur apparition au cours de l'histoire de la ligue.